# 广播体操
广播体操，又譯為收音機體操，是一项在亚洲地区练习者众多的体育运动。广播操起源于美国，早期作为美国保健事业的一部分。随后日本政府以增进国民健康为目的，于1928年创编出第一套广播体操，通过日本广播协会（NHK）的电台每日播送。
广播体操是一种徒手操，不用器械，只要有限的场地就可以开展，通常跟随广播进行锻炼，也可以用口令指挥节奏。广播体操一般有8至10节动作，每节动作有2到4个八拍，一个八拍为一组基本动作，通常一个八拍通常前四拍和后四拍动作左右对称。做完全套动作，身体各个部位都得到锻炼。

## 日本

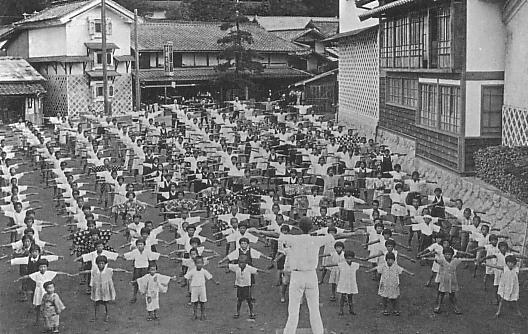
1930年代日本的广播操

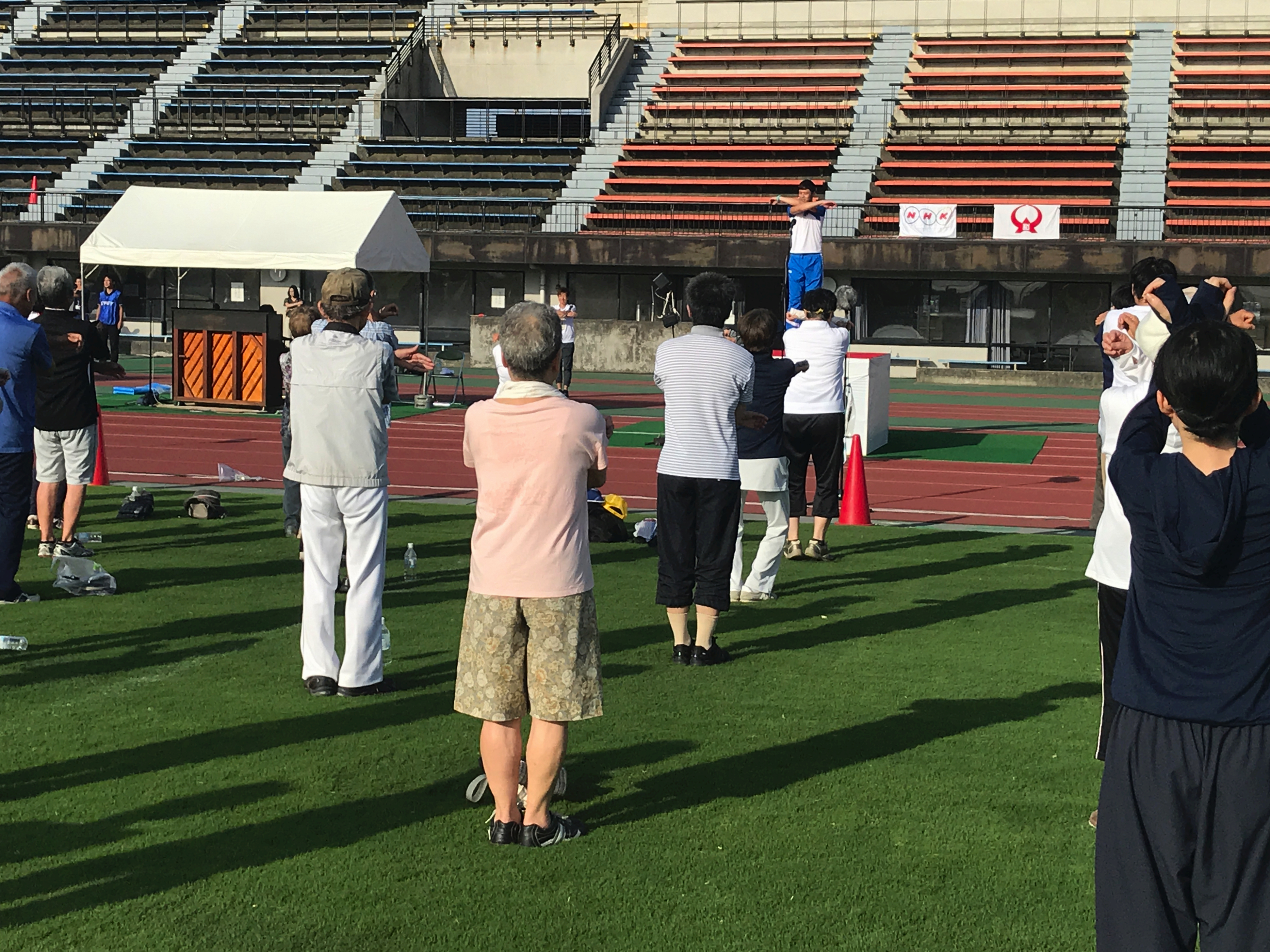

广播操于1928年作为裕仁天皇登基的“献礼”而引入日本国内。1925年，访美的日本邮政保险部门的员工将当时由大都會人壽保險赞助的一套在美国各大城市的广播电台播送的15分钟的广播操带回了日本。日本官方随后便参考创作了日本的第一套广播操。1930年代和40年代，为提高国内外日本軍士兵的健康，这套操曾被官方广泛推广。 随后，广播操亦传播至当时被日本殖民的台湾、满洲、印度尼西亚等地。日本广播体操在中国亦被民众依“ラジオ”一词的谐音称为“辣椒操”。
1945年日本战败后，因战胜国认为广播操过于“军国主义”，日本放送協會（NHK）被迫停止播送广播操音乐。
在日本文部省、厚生省等政府部门和日本体操协会等社会组织的支持下，经改编的广播操于1951年在NHK正式复播。现在，日本的学校仍在使用广播操，一些日本企业也将广播操视为增强员工体质、增进团队精神的一种方法，在早上開始工作前集合員工做操。
2014年11月1日，Google以首頁塗鴨在日本版Google首頁紀念NHK播放廣播體操86年，這次的首頁塗鴉是由廣播體操的表演者穿上Google商標拍攝而成。

## 中国大陆
中华全国体育总会曾发布过第一套广播体操至第九套广播体操，此外国家体育总局也曾推广过一套《大众广播体操》。每一套的形式大体一致，动作有些变化。
1951年11月24日，第一套广播体操公布。同日，中华全国体育总会筹备委员会、中央人民政府教育部、中央人民政府卫生部、中央人民革命军事委员会总政治部、中国新民主主义青年团中央委员会、中华全国总工会、中华全国民主妇女联合会、中华全国民主青年联合会和中华全国学生联合会等9个单位发出《关于推行广播体操活动的联合通知》。
在中小学，通常每天都进行广播体操的练习；在工矿企业、事业单位，也经常以工间操的形式出现。
除了这10套广播体操以外，还有仿造这种形式而编排的其他各种版本的广播体操。

### 十套大众广播体操
|                | 公佈日期       | 節數      | 備註 |
| -------------- | -------------- | --------- | --- |
| 第一套广播体操 | 1951年11月24日 | 10节      | |
| 第二套广播体操 | 1954年7月26日  | 08节      | |
| 第三套广播体操 | 1957年10月7日  | 08节      | |
| 第四套广播体操 | 1963年4月15日  | 09节      | |
| 第五套广播体操 | 1971年9月5日   | 08节      | 当时正值文革，以“伟大领袖毛主席教导我们：发展体育运动，增强人民体质，提高警惕，保卫祖国”开头。                                  |
| 第六套广播体操 | 1981年9月1日   | 09节      | |
| 第七套广播体操 | 1990年5月      | 10节/12节 | |
| 第八套广播体操 | 1997年4月29日  | 08节      | |
| 大众广播体操   | 2005年2月7日   | 08节      | 由国家体育总局推广，区别于前8套均由多部委联合发布推广。在第九套广播体操发布前，《大众广播体操》在民间被误呼为“第九套广播体操”。 |
| 第九套广播体操 | 2011年8月8日   | 08节      | |

### 全国中小学生广播体操
《全国中小学生系列广播体操》是中华人民共和国教育部专门为在校中小学生编制的广播体操，1998年起在全国中小学推行。相比于大众广播操，这一系列音乐更活泼、节奏更快、更适合中小学生；在此之前，中小学生与成年人一直共用一套广播体操。广播体操与眼保健操在中小学并称为「两操」，是学校每天的固定活动；两操皆由学校统一安排，组织学生在固定时间内进行：广播体操多在清晨或上午进行；眼保健操则上午、下午各安排一次，或安排在下午。在某些地区，每年还会有校际间的广播操比赛。
- 第一套全国中小学生广播体操（1998年）
  - 各组广播操没有自己的名字。

- 第二套全国中小学生广播体操（2002年）
  - 小学：“初升的太阳”、“雏鹰起飞”共两组。
  - 中学：“时代在召唤”、“青春的活力”共两组。

- 第三套全国中小学生广播体操（2008年）
  - 小学：“七彩阳光”、“希望风帆”共两组。
  - 中学：“舞动青春”、“放飞理想”共两组。